# آکوتاگاوا ماگوجورو
آکوتاگاوا ماگوجورو (به ژاپنی: 芥川孫十郎)، سامورایی اهل ژاپن وابسته به یکی از خاندان‌های منشعب شده از خاندان میوشی صاحب قلعه آکوتاگاوایاما در ولایت ستسو بود. همسراصلی وی دختر میوشی موتوناگا رهبر خاندان میوشی بود.